# Praga 22
Praga 22 – dzielnica Pragi rozciągająca się na południowy wschód od centrum miasta, na wschód od Wełtawy.
Obszar dzielnicy wynosi 15,61 km² i jest zamieszkiwany przez 6 812 mieszkańców (2008).